# DRIVING EMOTION TYPE-S
『DRIVING EMOTION TYPE-S』（ドライビング エモーション タイプ-S）は、スクウェア(現スクウェア・エニックス)が2000年3月30日に発売したPlayStation 2用レーシングゲームである。同社が初めてPS2用として出したソフトでもある。
ハンドリングがクイック気味であり、少々リアルな挙動をコントローラーで操作するため、グランツーリスモシリーズより難易度が格段に高く人を選ぶが、当時はオーリンズ ハイパーラリー等でしか再現できなかった登場車種の内装を完全再現したドライバーズ視点（インパネ類）などが話題となった。また、日本の自動車メーカーの他にアルファロメオやポルシェ、フェラーリ、果ては全日本GT選手権（現SUPER GT）のマシンなどを収録している。
コースは、鈴鹿サーキット、筑波サーキットの実在サーキットなどをはじめ、高速道路のクローズドコース、ダートコースなどが収録されている。BGM等は細江慎治が担当。

## プレイヤーの評価
『DRIVING EMOTION TYPE-S』をプレイしたユーザーのほとんどがクソゲーと評価する。問題点は氷のような路面、ハンドルを元に戻してもそのまま曲がってしまうという点や、自分の車と敵車が合体するなどという問題点dクソゲーと評価されてしまった。しかし海外版では氷の路面以外は修正されている。